# Gummiboa
Gummiboa (Charina bottae) är en liten boaorm som förekommer i västra USA och sydvästra Kanada. Dess trivialnamn syftar på djurets gummiaktiga skinn. Sitt vetenskapliga namn har arten fått efter Paolo Emilio Botta, en läkare, arkeolog och diplomat som arbetade med naturhistoriska studier i Kalifornien under 1820- till 1830-talet.
Angående artens indelning i underarter råder det delade meningar, en del zoologer erkänner tre underarten, C. b. bottae, C. b. utahensis och C. b. umbratica, medan andra endast erkänner den förstnämnda och sistnämnda och menar att C. b. bottae och C. b. utahensis inte kan särskiljas. C. b. umbratica har även föreslagits utgöra en egen art. 

## Kännetecken
Ormen saknar som andra boaormar gift och betraktas som ofarlig för människor. Kroppen når en längd av 35 till 80 centimeter. Nosen är trubbig och den korta svansen har likaså en trubbig spets. Fjällen är små, släta och glasiga. Ovansidan av kroppen har en ljust brunaktig till mörkt brunaktig eller olivgrön färg. Undersidan är ljusare gulaktig till gräddfärgad. 

## Utbredning
Gummiboans utbredningsområde sträcker sig i nord-sydlig riktning från södra British Columbia till västra och centrala Kalifornien, centrala Nevada och södra Utah. Några mer isolerade populationer finns också i vissa av södra Kaliforniens bergstrakter. Från delstaterna Washington, Oregon och Kalifornien förekommer den västerut till västra Montana och de centrala delarna av norra Wyoming. Den kan leva på höjder upp till 3 000 meter över havet.
I många områden är dess utbredning fragmenterad, särskilt i de södra och östra utkanterna av utbredningsområdet. Som helhet är arten inte hotad, men enskilda populationer, exempelvis de i södra Kaliforniens bergstrakter, har gått tillbaka på grund av habitatförlust och andra försämringar av livsmiljön, som ökad bebyggelse, smog och skogsavverkning. 

## Levnadssätt
Ormen har ett undanskymt levnadssätt och syns sällan till på grund av sina grävande vanor, men under lämpliga temperaturförhållanden och fuktigare väderlek kan den uppträda ovan marken i större antal. Ofta hittas den under ruttnande trädstammar eller stenar och i hål och sprickor i träd och andra liknade typer av trånga utrymmen. Den livnär sig främst på små däggdjur, som möss, men även på andra mindre kräldjur och fåglar. Om ormen hotas rullar den ihop sig till en boll och försöker avleda angriparens uppmärksamhet från det sårbara huvudet genom att röra på svansen på ett sådant sätt att angriparen skall tro att denna är ormens riktiga huvud. Fortplantningen är ovovivipar och honan får två till åtta ungar per kull. Ungarna är omkring 15 centimeter långa när de föds. De unga ormarna kännetecknas av att de är mer rosaaktiga i färgen än de fullvuxna djuren.